# 拉姆斯杭格
拉姆斯杭格（Lamshang），是印度曼尼普尔邦西因帕尔县的一个城镇。总人口6530（2001年）。

## 人口
该地2001年总人口6530人，其中男性3280人，女性3250人；0—6岁人口838人，其中男444人，女394人；识字率61.24%，其中男性为69.21%，女性为53.20%。